# Mara Eggert

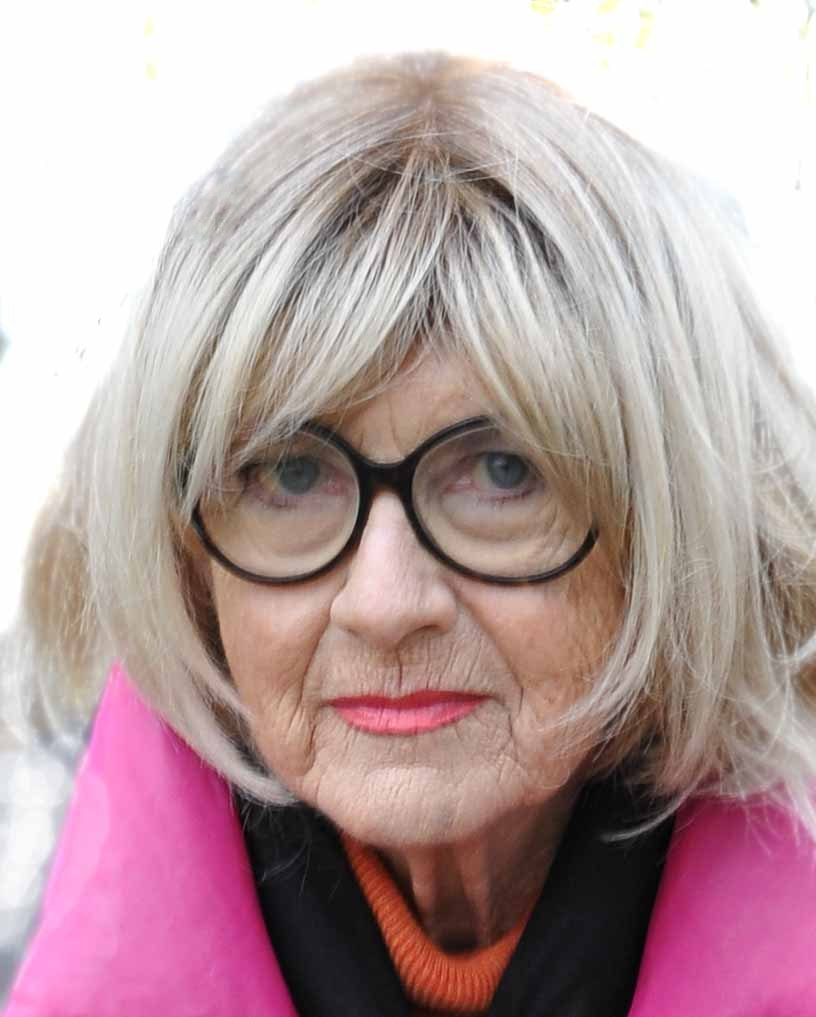
Mara Eggert (2015)

Mara Eggert (* 1. August 1938 in Rostock) ist eine deutsche Fotografin.

## Biografie
Mara Eggert stammt aus einer Theaterfamilie. Nach ihrer Flucht aus der DDR 1951 kam sie nach Heidelberg, wo sie 1955 das Gymnasium beendete. Dort absolvierte sie anschließend eine Lehre als Fotografin und assistierte später bei Herbert Tobias in Berlin. Sie arbeitete anfangs als Porträtfotografin und gelangte über die Bereiche Musik und Film schließlich zur Theaterfotografie. Ihre ersten Aufträge hatte sie am Nationaltheater Mannheim und den Städtischen Bühnen Heidelberg.
Anfang der 1970er Jahre kam sie in der Ära des Intendanten Peter Palitzsch ans Schauspiel Frankfurt. Auch an der Oper Frankfurt dokumentierte sie über Jahrzehnte zahlreiche Inszenierungen, die wegweisend für das moderne Musiktheater waren. Dort arbeitete sie mit bekannten Regisseuren wie Robert Wilson, Ruth Berghaus und Hans Neuenfels.
Seitdem hat sie an vielen großen Bühnen gearbeitet, wie der Oper Stuttgart, Deutsche Oper Berlin, Salzburger Festspiele. Lehraufträge hatte sie an der Universität in Gießen und an der Hochschule für Gestaltung in Offenbach am Main. Ihr fotografisches Werk wurde 2004 vom Deutschen Theatermuseum in München angekauft. Im selben Jahr wurde Mara Eggert mit dem Maria Sibylla Merian-Preis des Landes Hessen ausgezeichnet.
Mara Eggert lebt in Berlin. Ihr gemeinsamer Sohn mit Herbert Heckmann ist der Komponist Moritz Eggert.

## Werke
- Frankfurter Porträts. Fricke, Frankfurt am Main, 1981.
- Durchbrüche. Quadriga, Weinheim 1987.
- Halt.1 – Schauspiel Hannover, Die Jahre 1993–2000. Hannover 2000.
- Theater der Bilder. Prestel, München 2009

## Ausstellungen
- 2009: Mara Eggert - Theater der Bilder, Kunst- und Ausstellungshalle der Bundesrepublik Deutschland, Bonn
- 2011: Mara Eggert, Forum Wissenschaft und Kunst, Wiesbaden[1]